# 覚助法親王
覚助法親王（かくじょほっしんのう、宝治元年（1247年） - 延元元年9月17日（1336年10月22日））は鎌倉時代から建武の新政、南北朝時代初頭にかけての天台宗の僧、歌人。後嵯峨天皇の皇子で、母は刑部局・藤原孝時の娘、博子。

## 経歴
幼くして聖護院に入って文永3年（1266年）に門跡に就任、園城寺長吏、天王寺別当などを歴任した。正安2年（1300年）二品に叙され、後に一品に至る。建武の新政崩壊後の延元元年（1336年）9月17日に90歳で薨去。
歌人としても活躍し、権大納言・二条為世などと交流があった。また、『続拾遺和歌集』以下の勅撰和歌集に89首が残っている。自邸でも歌会を開いたという。